# 1608 au théâtre
| Années du théâtre : 1605 - 1606 - 1607 - 1608 - 1609 - 1610 - 1611    |
| Décennies du théâtre : 1570 - 1580 - 1590 - 1600 - 1610 - 1620 - 1630 |

## Événements
- William Shakespeare écrit trois de ses pièces aux alentours de 1608 : Coriolan (entre 1605 et 1609) ; Timon d'Athènes (vers 1607 ou 1608) ; Périclès, prince de Tyr (entre 1606 et 1608).

## Pièces de théâtre publiées
- (it) (fr) Francesco Andreini : Le Bravure del capitano Spavento, divise in molti ragionamenti in forma di dialogo [...] Les Bravacheries du capitaine Spavente, divisées en plusieurs discours en forme de dialogue (traduction en français de Jacques de Fonteny), Paris, D. Le Clerc, IV-62 ff.
- (en) His true chronicle history of the Life and death of king Lear and his three daughters, Londres, Nathaniel Butter Lire en ligne : première édition de la tragédie de William Shakespeare Le Roi Lear, dans une version contenant de nombreuses différences avec la version du Premier Folio en 1623.
- (en) A Yorkshire Tragedy, Londres, Richard Bradock pour Thomas Pavier ; la page de titre porte l'indication « Written by W. Shakspeare », mais les spécialistes rejettent cette attribution à William Shakespeare.
- Jean de Schelandre, dit Daniel d'Anchères, Tyr et Sidon, tragédie, ou les Funestes amours de Belcar et Méliane, Paris, Jean Micard.

## Pièces de théâtre représentées
- The Faithful Shepherdess, tragi-comédie pastorale de John Fletcher, Londres, par les Children of the Chapel.

## Naissances
- 15 juillet : Zacharie Jacob, dit Montfleury, acteur français, mort en décembre 1667.
- 1er septembre : Giacomo Torelli, peintre, ingénieur et scénographe italien, dont les innovations concernant la machinerie théâtrale sont à l'origine de nombreux dispositifs de mise en scène moderne, mort le 17 juin 1678.
- 9 novembre : Tiberio Fiorilli, acteur italien de la commedia dell’arte, créateur du personnage de Scaramouche, mort le 7 décembre 1694.
- Date précise non connue :
  - Josias de Soulas, dit Floridor, acteur français, mort le 14 août 1671.

## Décès
- 19 avril : Thomas Sackville, comte de Dorset, homme d'État, poète et dramaturge anglais, mort vers 1536.
- 23 avril : Edward Sharpham, dramaturge anglais, baptisé le 22 juillet 1576.
- Date précise non connue : 
  - Nicolas de Montreux, poète, romancier et dramaturge français, né en 1561.